# Kuma (Cameroun)
Pour les articles homonymes, voir Kuma.
Kuma (ou Kuma Bima) est une localité du Cameroun, située dans l'arrondissement de Mundemba, le département du Ndian et la Région du Sud-Ouest.

## Population
Kuma comptait 80 habitants en 1953, 165 en 1968-1969, 89 en 1972.
Lors du recensement national de 2005, on y a dénombré 54 habitants.
Ce sont principalement des Bima du groupe Oroko.